# دانشگاه آنیانگ
دانشگاه آنیانگ یک دانشگاه خصوصی در کره است. دوره‌ها شامل دوره‌های کارشناسی، کارشناسی ارشد، دکتری و برنامه‌های تحقیقاتی می‌باشد. پردیس اصلی در شهر آنیانگ، گیونگگی، در جنوب سئول در استان گیونگ‌گی و پردیس دوم در جزیره گانگوا، اینچئون واقع شده‌است. حدود ۵۵۰۰ دانشجو دارد. این دانشگاه دارای کالج‌های علوم انسانی، علوم اجتماعی، علوم و مهندسی، مطالعات الهیات، موسیقی، و هنرها و علوم لیبرال است و برنامه‌های تحصیلات تکمیلی در مطالعات عمومی، الهیات، آموزش و پرورش، و مدیریت بازرگانی و مدیریت دولتی ارائه می‌دهد.
این مؤسسه در سال ۱۹۴۸ به عنوان یک کالج الهیات در سئول افتتاح شد. هنگامی که پردیس در دهه ۱۹۸۰ از سئول به آنیانگ منتقل شد، به هنرهای لیبرال و بعداً به مهندسی، فناوری و تجارت نیز گسترش یافت. در سال ۱۹۹۰ نام خود را به "دانشگاه DaeShin" تغییر داد و نام فعلی در مارس ۱۹۹۵ انتخاب شد. دکتر یونگسیل کیم اولین رئیس دانشگاه از زمان تبدیل آن به سیستم دانشگاهی شد. دکتر سونگ ته کیم جانشین او شد. در ژوئن ۲۰۱۴، دکتر سوک جون کیم رئیس دانشگاه شد.